# 和歌山インターチェンジ
和歌山インターチェンジ（わかやまインターチェンジ）は、和歌山県和歌山市にある阪和自動車道上のインターチェンジである。和歌山市街地に近い所にあり、同市街のほか京奈和自動車道開通前は岩出市・かつらぎ町などの最寄りインターチェンジとなっていた。阪和自動車道全線開通前はここに本線料金所があったが、現在は廃止されている。
西日本高速道路株式会社関西支社和歌山高速道路事務所が併設されている。

## 道路
- E42 阪和自動車道（21番）

## 歴史
- 1974年10月25日 : 阪南IC-海南IC間開通に伴い供用開始。

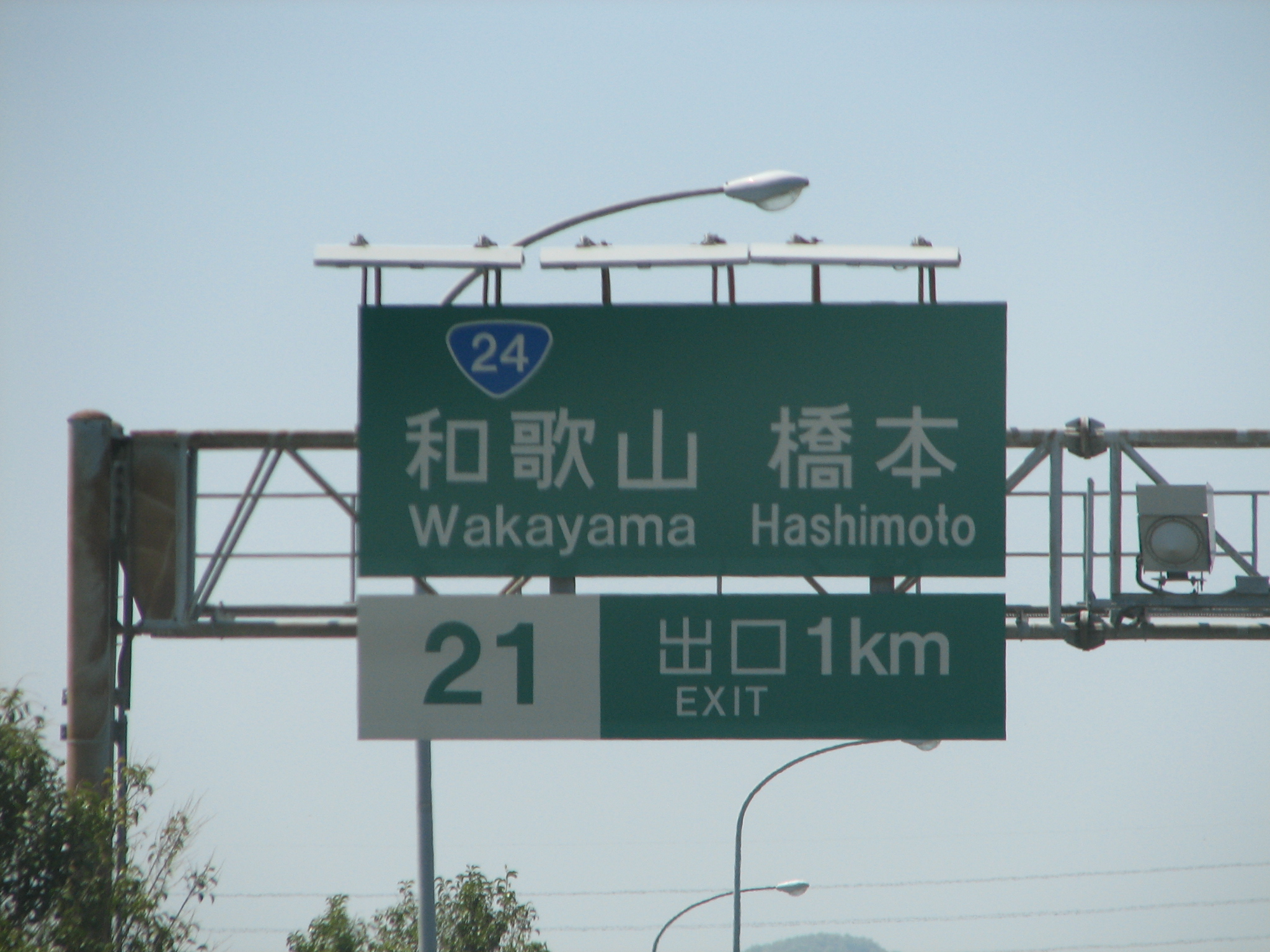
和歌山JCT供用開始前当時の案内板

## 周辺
- JR和歌山線 田井ノ瀬駅
- JR阪和線 和歌山駅
- 和歌山県立紀伊風土記の丘（岩橋千塚古墳群）
- 和歌山港

## 接続する道路
- 国道24号

## 料金所
- 入口レーン（海南・有田・御坊・南紀田辺/阪南・大阪方面への流入）
  - 一般レーン3箇所（通行券自動発券方式）・ETCレーン2箇所

一般レーン3箇所の内2箇所は、繁忙期対応の為、閉鎖されている。
- 出口レーン（大阪・阪南/南紀田辺・有田・海南方面からの流出）
  - 一般レーン5箇所（無人型自動精算機）・ETCレーン2箇所

一般レーン5箇所の内2箇所は、無人型自動精算機が設置されておらず、繁忙期対応の為、閉鎖されている
- 当料金所は無人型自動精算機やETCレーンのトラブル対応のため事務室にて遠隔モニター監視されている。

## 隣
E42 阪和自動車道
(20-2)和歌山北IC - (21)和歌山IC - (21-1)和歌山南SIC - (22)海南東IC